# Madon
Madon je priimek več znanih Slovencev:
- Blaž Madon (1816—1904), duhovnik
- Janez Madon (1829—1918), duhovnik in kapucinski misijonar
- Maja Madon (*2007), nogometašica
- Marko Madon (*1965), nogometaš
- Mojca Madon (*1994), gledališka režiserka
- Zoran Madon (*1961), inženir kmetijstva in politik